# Carlos Samour
Carlos Armando Samour Jr. es juez asociado de la Corte Suprema de Colorado y exjuez principal de la Corte del Distrito Judicial Dieciocho en Colorado. Es conocido por servir como juez en el juicio de James Eagan Holmes, el autor convicto del tiroteo de 2012 en Aurora, Colorado.

## Primeros años de vida
Samour nació en El Salvador y llegó a los Estados Unidos en 1979 cuando tenía 13 años. Su familia huyó de El Salvador debido a la guerra civil que estaba ocurriendo. Se graduó de Columbine High School en 1983. Samour recibió su Licenciatura en Psicología de la Universidad de Colorado en Denver. Obtuvo su Doctorado en Jurisprudencia de la Universidad de Denver.

## Carrera
Samour se desempeñó como fiscal de distrito adjunto en Denver, Colorado, durante diez años. Anteriormente también ejerció como abogado en la firma de Holland & Hart. Comenzó su carrera legal sirviendo durante un año como asistente legal para el exjuez Robert Hugh McWilliams Jr. de la Corte de Apelaciones del Décimo Circuito de los Estados Unidos. Fue nombrado miembro del tribunal en 2006 y asumió el cargo en 2007. Samour mantuvo su cargo en el Tribunal del Decimoctavo Distrito Judicial por un período de seis años al ganar el 62,18 por ciento de los votos.

### Servicio en la Corte Suprema de Colorado
El 31 de mayo de 2018, el gobernador John Hickenlooper nombró a Samour como juez asociado en la Corte Suprema de Colorado. 